# Anna Marie Hahn
Anna Marie Hahn, meisjesnaam Filser (Beieren, 7 juli 1906 - Columbus, 7 december 1938) was een Duits-Amerikaanse die als eerste vrouw ooit als seriemoordenaar in de Verenigde Staten geëxecuteerd werd in de elektrische stoel. Ze staat ook bekend als Arsenic Anna en Blonde Borgia.

## De brief van Hahn
Hahn was een Duitse immigrante die werd veroordeeld voor de moord op Jacob Wagner (78), maar daarnaast met veel anderen sterfgevallen tussen 1933 en 1937 in verband werd gebracht. Ze hield haar onschuld vol tot in de dood, maar schreef in de uren voor haar dood een 20 pagina's tellende brief die later in de Cincinnati Enquirer afgedrukt werd. Het was een bekentenis waarin ze vier moorden toegaf. Als gokverslaafde ging Hahn over tot het vergiftigen en beroven van mannen op leeftijd met wie ze eerst bevriend raakte, om zo aan geld te komen. Ze incasseerde daarnaast verzekeringsgeld met verschillende brandstichtingen.

## Toegegeven slachtoffers
- in 1933: Albert Palmer (leeftijd 72)
- in 1937: Jacob Wagner (78)
- George Gsellman (67)
- in 1937: Georg Obendörfer (67)
- George Heis (62) was het enige bekende slachtoffer die de mogelijke vergiftiging van Hahn overleefde (zelf ontkende ze hem iets aangedaan te hebben in haar brief). Hij hield er wel chronische klachten aan over.

## Opsporing en arrestatie
Een autopsie op het lichaam van Obendörfer wees uit dat hij grote hoeveelheden arseen in zijn lichaam had. Dit gebeurde vlak nadat hij met Hahn in een hotel verbleef waar zojuist voor veel geld diamanten gestolen waren. Navraag bij de lokale pandjeszaken bleek dat deze ergens aangeboden waren door een vrouw die een jongetje bij zich had, die voldeden aan de omschrijvingen van Hahn en haar zoontje Oskar. Omdat Hahn bij ondervragingen voortdurend loog, dolven agenten verder in haar verleden. Ze bleek als thuishulp te hebben gewerkt bij oudere mensen, van wie er verschillende raadselachtig gestorven waren. Na opgravingen van enkele van hen bleek dat ook zij vergiftigd waren, met arseen of croton-olie (zie wolfsmelkfamilie). Hahn werd op 10 augustus 1937 opgepakt en bleef in bewaring tot haar executie. Oskar werd onder een nieuwe naam ondergebracht bij een pleeggezin in het midwesten.

## In de media
- Diana Britt Franklin schreef een boek over de misdaden van Hahn, genaamd The Good-Bye Door (2006).
- The Cincinnati Crime Book - George Stimson (1998)